# Amastris unica
Amastris unica är en insektsart som beskrevs av Broomfield 1976. Amastris unica ingår i släktet Amastris och familjen hornstritar. Inga underarter finns listade i Catalogue of Life.